# Graveteiro
O Graveteiro (Phacellodomus ruber) é uma espécie de ave da família Furnariidae.
Pode ser encontrada nos seguintes países: Argentina, Bolívia, Brasil e Paraguai.
Os seus habitats naturais são: matagal húmido tropical ou subtropical e florestas secundárias altamente degradadas.